# Amt Steinfeld (Baden)
Das Amt Steinfeld, bis 1810 Amt Rothenfels, war eine während der napoleonischen Zeit von 1807 bis 1813 bestehende Verwaltungseinheit im Norden des Großherzogtums Baden. Sein Gebiet gehört seit 1819 zu Bayern und liegt dort in Unterfranken.

## Geschichte
Vor Inkrafttreten der Bestimmungen des Reichsdeputationshauptschlusses 1803 war das im Spessart am rechten Ufer des Mains gelegene Rothenfels Sitz eines gleichnamigen Amtes des Hochstifts Würzburg. Das Gebiet unterstand anschließend dem Fürsten zu Löwenstein-Wertheim, bis dieser in Umsetzung der Rheinbundakte mediatisiert wurde. Dabei kam es zu einer Teilung entlang des Flusses: der Westen mit der Amtsstadt kam zum Fürstentum Aschaffenburg, der Osten fiel unter badische Landeshoheit. Durch diese Regelung entstand zugleich eine Exklave, da keine Landverbindung mit dem übrigen badischen Territorium bestand. Dessen Regierung behielt die bisherige Benennung zunächst bei, 1807 entstand so das standesherrliche Amt Rothenfels mit den Orten Anspach, Birkenfeld, Erlach, Greußenheim, Karbach, Pflochsbach, Sendelbach, Steinfeld, Schaden, Waldzell und Zimmern. Im Dezember 1807 wurde es der Landvogtei Wertheim unterstellt. Im Rahmen der Verwaltungsgliederung Badens zählte das Amt zunächst zur Provinz des Unterrheins oder der Badischen Pfalzgrafschaft, ab 1809 zum Main- und Tauberkreis.
1810 erfolgte die Umbenennung in Amt Steinfeld. 1813 wurde es aufgelöst, die Ortschaften dem neu gegründeten Zweiten Landamt Wertheim zugeteilt. Zugleich wurde Karbach als Hauptort, in dem in regelmäßigen Abständen Amtshandlungen vorgenommen werden konnten. festgelegt. 1819 wurde das Gebiet im Tausch gegen die Grafschaft Hohengeroldseck an das Königreich Bayern abgetreten.

## Spätere Entwicklung

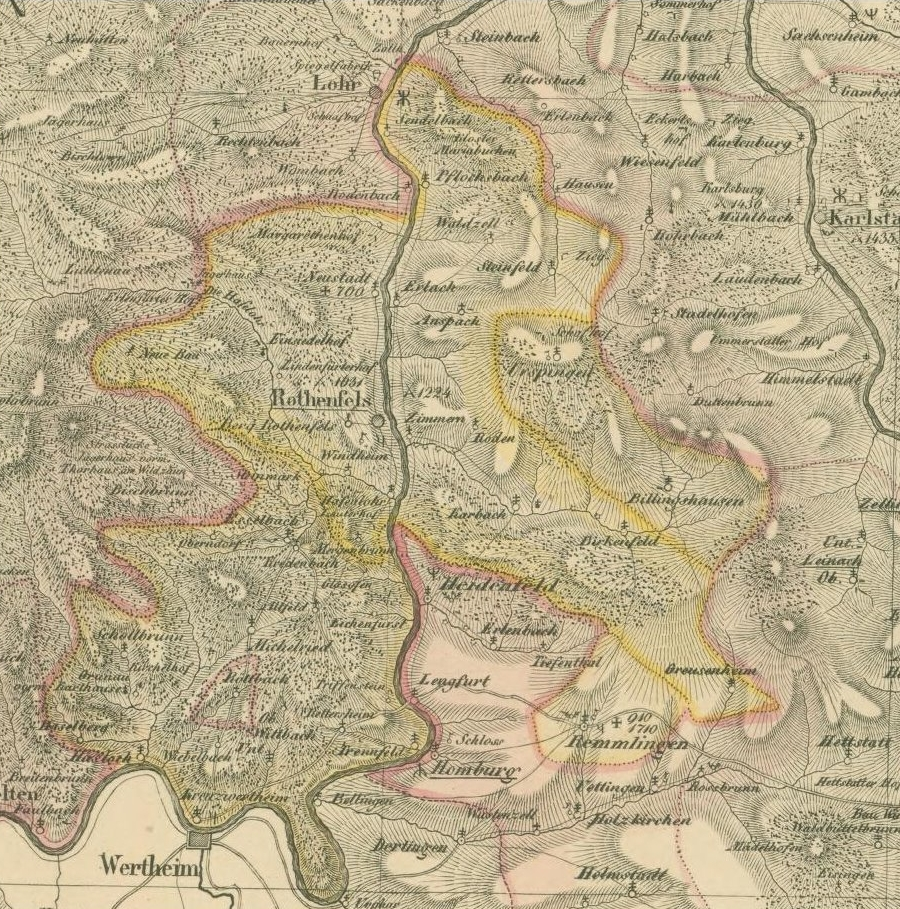
Amt Rothenfels, Karte von 1836

Nach dem Übergang an Bayern bildeten beide Teile erneut eine Einheit, zuletzt ab 1848 als Landgericht Rothenfels. Es wurde 1879 aufgelöst, in der Folge kamen die weiter im Norden gelegenen Orte zum Bezirksamt und späteren Landkreis Lohr, die im Süden zu Marktheidenfeld. Seit der Kreisreform 1972 zählen sie zum Landkreis Main-Spessart.